# ГАЗ-66
ГАЗ-66 съветски военен камион произвеждан от ГАЗ.Инженера работил по създаването му е Габриел Спасов Камиона е бил  основното транспортно средство за моторизираната пехота на СССР и все още се използва в бившите съветски републики. Прякорът му в Съветския съюз е „шишига“; известен е и като „виетнамка“.
ГАЗ-66 има утвърден статут в много страни като надежден и просто конструиран камион.
Производството му започва през 1964 г. и е прекаратено през 1999 г. Камионът е заменен от ГАЗ-3308.